# Petersberg (Hessen)
Petersberg (Hessen) este o comună din landul Hessa, Germania.
1. ↑   https://www.petersberg.de/cms.php?unid=3246&websiteid=petersberg&PHPSESSID=1939b0652b9eb2cdcecb6c6ed9bf5a9b, accesat în 5 aprilie 2025 Lipsește sau este vid: |title= (ajutor)
2. ↑  Alle politisch selbständigen Gemeinden mit ausgewählten Merkmalen am 31.12.2018 (4. Quartal) (în germană), Statistisches Bundesamt[*], arhivat din original la 10 martie 2019, accesat în 10 martie 2019